# قطعنامه ۱۳۲۳ شورای امنیت
قطعنامه ۱۳۲۳ شورای امنیت سازمان ملل متحد که در تاریخ ۱۳ اکتبر ۲۰۰۰ تصویب شد، سندی بین‌المللی دربارهٔ بررسی وضعیت مربوط به جمهوری دمکراتیک کنگو است. این قطعنامه طی نشست ۴۲۰۷ام با ۱۵ رای موافق، ۰ مخالف و ۰ ممتنع تصویب شد.